# Jan Radersma
Jan Radersma (Jakarta, 20 maart 1948) is een Nederlandse beeldend kunstenaar in de moderne kunst.

## Biografie
Gedurende de Tweede Wereldoorlog in Azië zaten Jan Radersma's moeder, die van Indonesische-Hindoestaanse afkomst was, haar man en hun dochter in een jappenkamp. Haar man werd in dat kamp vermoord. De moeder hertrouwde na de capitulatie van de Japanners met J. A. Radersma, Jan Radersma's toekomstige vader.
Radersma werd in 1948 ten tijde van de politionele acties geboren in Jakarta, toen nog Nederlands-Indië.  
Na de beëindiging van de oorlog en de onafhankelijkheid van Indonesië kwam er in de Indische archipel een enorme vluchtelingenstroom op gang naar Nederland. In 1953 werd ook het gezin Radersma gedwongen te repatriëren en moest alles in Indonesië achtergelaten worden.
Het gezin woonde eerst in Voorthuizen om daarna via Den Haag uiteindelijk naar Zaltbommel te verhuizen, waar Radersma woonde totdat hij in 1967 naar de kunstacademie in Den Bosch ging. Radersma volgde van 1966 tot 1970 de opleiding grafiek en monumentale vormgeving aan de Koninklijke Academie voor Kunst en Vormgeving in Den Bosch. In deze jaren is al werk van hem te zien in exposities in Vught en Den Bosch.
Na zijn afstuderen komt hij geleidelijk met zijn werk naar buiten. In deze eerste periode spelen insecten, die hij zowel twee- als driedimensionaal weergeeft een belangrijke rol. In de insectenperiode houdt Radersma zich ook bezig met assemblages. In verf alleen voelt hij zich te beperkt in het zoeken naar zijn eigen beeldtaal. Essentieel voor de assemblages is het bijeenbrengen van verschillende elementen tot een compacte compositie. Die assemblages kenmerken zich door de heldere kleuren met wit als verbindend element. 
1982 was een mijlpaal waar Radersma een periode afsluit en die hem brengt naar nieuwe figuratie. Dit valt samen met een reis door zijn geboorteland Indonesië. Tijdens die reis ontdekt hij hoe sterk zijn verbondenheid is met Indonesië en zijn cultuur. Dit komt terug in zijn gebruik van vormen en kleur. Het resultaat van die reis is een serie van zes zeefdrukken gemaakt in de opdracht van de Nederlandse Dagblad Unie. Maleise titels van de werken benaderen voor hem het dichtst zijn gevoel voor beeldvorm en kleur. Hij kiest daarbij in deze periode voor de abstractie, voor het gebaar van de kleur en de vorm en vooral van het materiaal.  Hij begint een intensief onderzoek naar het materiaal. Niet alleen de verf maar ook de drager. 
Vanaf 2005 begon zijn werk zich langzaam te versoberen en kwam het landschap meer en meer naar voren. Vormen en composities in het landschap worden omgezet naar een werk dat balanceert op de grens van abstractie en figuratie. Kenmerkend zijn ook de vele zeer compacte werken van mysterieuze landschappen van vaak minder dan tien bij tien cm.

## Werk
De overgang van Indonesië naar Nederland heeft grote invloed gehad op Radersma's kunst. De beelden, geluiden en geuren uit de eerste jaren in Indonesië en de overgang naar Nederland hebben hem gevormd en werden een fundament voor zijn toekomstige kunst: de spanning tussen ontworteldheid en verbondenheid zouden daarin steeds aanwezig zijn.
Radersma maakt veel landschappen. Het landschap is geen 'thema' in het werk van hem, maar het is wel geleidelijk ontstaan. “Het gaat in mijn werk om het benutten van kansen, een kwestie van opletten en om je heen kijken. In het voorbijgaan dient zich van alles aan. Dan zie je een bepaalde lichtinval of bijzondere kleuren.”, aldus Radersma.
Vormen en composities in het landschap worden omgezet naar een werk dat balanceert op de grens van abstractie en figuratie. Radersma blijft hierbij niet aan de veilige kant zitten, maar zoekt het uiterste van die grens op, om op een ragfijn overgangsgebied te komen. Hierdoor ontstaat een werk waarin zowel het landschap als de abstracte vorm volwaardig naast elkaar staan. Het verbaast, het intrigeert en het ontroert.
Naast schilderijen heeft Radersma ook een oeuvre opgebouwd met boekillustraties, tekeningen, gewassen tekeningen en monotypes.

## Samenwerking en publicaties
Jan Radersma heeft een grote kring van kunstenaars waarmee hij samenwerkt. Naastsolo-expositiess heeft hij gezamenlijk geëxposeerd en projecten uitgevoerd met zowel beeldend kunstenaars, schrijvers en musici als Frank Eerhart, Pieter Bon, Lucas Silawanebessy, Dirk Wauters, Marieta Reijerkerk, Ank van Engelen, Marianne van Hest, Paula Kouwenhoven en Wijnand Zijlmans.
Jan Radersma heeft aan meer dan zestig publicaties meegewerkt, onder andere voor Plint, en verschillende voor World Art Delft. Karakteristiek is het 'houten boek': Jan Radersma - Werk en leven (1997).

## Exposities
Jan Radersma heeft in zijn kunstenaarsbestaan deelgenomen aan meer dan 230 exposities, overwegend in Nederland en België. Werken van Radersma zijn regelmatig te zien, onder meer bij Pulchri Studio, Museum Belvedère in Heerenveen en World Art Delft. Ook is Radersma vaak werkzaam als curator voor exposities van bevriende kunstenaars.